# Nikolaos af Grækenland og Danmark
Prins Nikolaos af Grækenland og Danmark (græsk: Πρίγκιπας Νικόλαος της Ελλάδας και της Δανίας; 22. januar 1872 – 8. februar 1938), var tredje søn og fjerde barn af kong Georg 1. af Grækenland og dronning Olga. Han var sønnesøn af kong Christian 9. af Danmark og Louise af Hessen. 
Han var kendt i familien som "Græske Nicky" for at adskille ham fra hans fætter, kejser Nikolaj 2. af Rusland. Prins Nikolaos var en talentfuld maler, der signerede sine værker som "Nicolas Leprince."

## Biografi

### Fødsel og familie
Prins Nikolaos blev født den 22. januar 1872 på Kongeslottet i Athen som fjerde barn og tredje søn af den danskfødte kong Georg 1. og dronning Olga af Grækenland, der var født som storfyrstinde af Rusland. Gennem sin far var han dermed barnebarn af kong Christian 9. (kaldet Europas svigerfar) i hans ægteskab med prinsesse Louise af Hessen-Kassel, mens han gennem sin mor var barnebarn af storfyrst Konstantin Nikolajevitj af Rusland, tidligere vicekonge af Polen, i hans ægteskab med prinsesse Alexandra af Sachsen-Altenburg. Prins Nikolaos havde syv søskende: Konstantin (der efterfulgte deres far som konge af Grækenland), Georg, Alexandra, Maria, Olga (der døde som spæd), Andreas og Christoffer.

### Opvækst
Nikolaos tilbragte sin barndom i Grækenland og voksede op sammen med sine seks søskende i Kongeslottet i Athen og på slottet Tatoi ved foden af Parnesbjerget lidt nord for Athen. Som forudsat i den græske forfatning, blev børnene opdraget i den græsk-ortodokse tro i modsætning til deres far, der var forblevet lutheransk. Somrene tilbragte han i Aix-les-Bains i Savoyen i det østlige Frankrig og i Danmark i selskab med sine europæiske slægtninge. Han var kendt i familien som "Græske Nicky" for at adskille ham fra hans fætter, kejser Nikolaj 2. af Rusland.
Ligesom sine brødre blev han fra en ung alder uddannet ved den græske officersskole Scholi Evelpidon i Piræus. I sin fritid interessede han sig for malerkunst. I 1908 blev han, ligesom sine brødre, tvunget til at opgive sine militære poster efter pres på sin fars regering fra den nationalistiske liga Stratiotikos Syndesmos.
Sammen med sine brødre Konstantin og Georg var Nikolaos med til at organisere de olympiske lege i 1896 i Athen, de første Olympiske Lege afholdt siden 393. Nikolaos fungerede som præsident for under-komitéen for skydesport.

### Ægteskab og børn
Prins Nikolaos giftede sig den 29. august 1902 i Tsarskoje Selo nær Sankt Petersborg i Rusland med sin halvkusine storfyrstinde Helena Vladimirovna af Rusland, datter af storfyrst Vladimir Alexandrovitj af Rusland og Marie af Mecklenburg-Schwerin, og søster til den senere russiske tronprætendent Kirill Vladimirovitj af Rusland. 
Nikolaos og Helena fik tre døtre: 
- Olga (1903-1997), gift med prinsregent Paul af Jugoslavien (1893-1976), har efterkommere.
- Elisabeth (1904-1955), gift med Carl Theodor, greve af Toerring-Jettenbach (1900-1967), har efterkommere.
- Marina (1906-1968), gift med prins George,hertug af Kent, har efterkommere. Marina var den sidste udenlandske prinsesse, der giftede sig ind i den britiske kongefamilie.

### Senere liv
I 1913 blev hans far, kong Georg 1. myrdet af en anarkistisk skolelærer på åben gade, da han under den 1. Balkankrig holdt sit indtog i det osmannisk besatte Thessaloniki. Prins Nikolaos udtalte herefter offentligt, at mordet på hans far var blevet orkestreret af den tyske efterretningstjeneste. Anklagen medførte straks en voldsom kontrovers, eftersom den nye græske dronning, Sophie af Preussen, var søster til den tyske kejser, Wilhelm 2.
Han far testamenterede Det Kongelige Græske Teater til Nikolaos, som han overførte til den græske stat i 1935. Han var en god ven af Georgios Simitis og var gudfader til hans søn, den senere socialistiske premierminister Kostas Simitis.
I 1917, under Første Verdenskrig, måtte prins Nikolaos og hans familie forlade Grækenland, da hans bror, kong Konstantin, blev afsat af premierminister Eleftherios Venizelos og Ententemagterne. De slog sig først ned i Schweiz og derefter i Frankrig, hvor prins Nikolaos ernærede sig og sin familie som tegnings- og malelærer efter at være blevet ruineret af de russiske og græske revolutioner.
I 1936 vendte Prins Nikolaos og hans familie tilbage til Grækenland. Prins Nikolaos døde to år senere, den 8. februar 1938 i Athen. Han blev begravet på den kongelige gravplads ved Tatoi-slottet udenfor Athen.

## Eksterne links
- Wikimedia Commons har flere filer relateret til Nikolaos af Grækenland og Danmark